# Onthophagus aschenborni
Onthophagus aschenborni är en skalbaggsart som beskrevs av Frey 1975. Onthophagus aschenborni ingår i släktet Onthophagus och familjen bladhorningar. Inga underarter finns listade i Catalogue of Life.